# Celldweller
Celldweller jest pochodzącym z Detroit projektem muzycznym tworzonym przez Alberta Scotta znanego też jako Klaya Scotta czy też Klaytona, słynie on też z innych projektów muzycznych - Circle of Dust, Argyle Park oraz Scandroid. Celldweller nie ogranicza się do jednego określonego gatunku muzyki, a tworzy hybrydę wielu gatunków muzycznych - od agresywnego metalu z chórem, przez drum'n'bass, electronicę i dubstep, aż po delikatnie brzmiący dream pop czy nostalgiczny shoegaze. Celldweller tworzy również muzykę dla filmów, trailerów, show telewizyjnych a także gier.

## Historia
Nazwa zespołu, "Celldweller" pochodzi od przezwiska nadanego Klaytonowi gdy był nastolatkiem, a brzmiało ono "Cellar Dweller". Klayton uzyskał popularność dzięki swojemu industrial metalowemu zespołowi Circle of Dust założonemu w 1988 roku, a który był pierwszym poważnym projektem muzycznym Klaya. Był to ważny okres w twórczości Alberta Scotta, który korzystał ze swojego dorobku z lat 90 tworząc następny zespół. Z biegiem czasu Klayton zaczął nieco odchodzić od ciężkiego metalu industrialnego powoli zagłębiając się w muzykę elektroniczną. Pierwsze utwory dla nowego zespołu Celldweller zostały stworzone w latach 1998–1999 i wydane jako limitowane EP'ki. Debiutancki album "Celldweller" stworzony z pomocą producenta Granta Mohrmana ujrzał światło dzienne w 2003 roku, a rok później stał się zwycięzcą siedmiu nagród na Just Plain Folks Music Awards, wygrywając w kategoriach albumu roku, producenta roku, industrialnego albumu roku, metalowego utworu roku (One Good Reason), najlepszego industrialno-rockowego utworu (Switchback), najlepszego industrialnego utworu (Stay With Me (Unlikely)), a także najlepszego rockowego utworu (I Believe You). W tym samym roku Klayton wypuścił dwupłytowy album nazwany "The Beta Cessions" zawierający, reedycje piosenek, remixy, wersje demo wielu utworów z albumu "Celldweller", a także jego wersję instrumentalną. W 2008 roku ukazał się album zatytułowany "Soundtrack for the Voices in My Head Vol. 1", który stanowił kolekcję krótkich, instrumentalnych kompozycji, a także wybrane, odświeżone wersje kilku piosenek w wersjach demo. Prace nad następnym albumem zaczęły się już w 2004 roku, a zakończyły się w roku 2012. W 2009 roku ujawniono nazwę nowego albumu, a brzmiała ona "Wish Upon a Blackstar". Miał on być podzielony na rozdziały, a każdy z nich składać się miał z dwóch utworów. W podobny sposób wydano również kolejny album "Soundtrack for the Voices in My Head Vol. 2", składający się z dzieł w stylu muzyki ambient. W 2010 roku Klayton zapowiedział trasę koncertową, prowadzącą przez Nowy York, Atlantę i Toronto. Na scenie pomagał mu nowy członek wytwórni FiXT, Bret Autrey, twórca projektu muzycznego "Blue Stahli". W 2012 roku Celldweller wypuścił album zawierający koncertowe wersje swoich utworów, zatytułowany "Live Upon a Blackstar", następnie z produkcji wyszedł album "Wish Upon a Blackstar", aż w końcu świat ujrzał "Soundtrack for the Voices in My Head Vol. 2". W 2013 roku Klayton zapowiedział powstanie wersji deluxe jego debiutanckiego albumu "Celldweller" z okazji 10 rocznicy jego wyjścia na świat. Nowa wersja zawierała oryginalnie nigdy niewypuszczone utwory a także odświeżone wersje tych znanych. W 2013 roku Klayton zapowiedział powstanie książki zatytułowanej "Blackstar" inspirowanej albumem "Wish Upon a Blackstar", którą napisać miał Joshua Viola. Wkrótce zapowiedziano również podzielony na rozdziały "Soundtrack for the Voices in My Head Vol. 3". Następnie powstała Ep'ka zatytułowana "Zombie Killer", zawierająca utwory skomponowane przez Klaytona dla gry Dead Rising 3. W 2014 roku zapowiedziano powstanie następnego albumu, "End of an Empire", również podzielonego na rozdziały, a pierwszy "Time", ujrzał światło dzienne jeszcze w tym samym roku. W 2015 roku Celldweller wypuścił "End of an Empire" składający się z czterech rozdziałów: "Time", "Love", "Dreams" oraz "Death". W międzyczasie Klayton tworzył soundtrack dla gry Killer Instinct, z czym pomagał mu Atlas Plug. W roku 2016 wydał album "Soundtrack for the Voices in My Head Vol. 3". W roku 2017 ukazał się album "Offworld", będący melancholijną podróżą po sentymentalnych uczuciach i emocjach, bardzo kontrastujący z dotychczasową twórczością zespołu, od której Klayton odszedł na rzecz shoegaze i dream popu..

## Dyskografia

### Albumy studyjne
- Celldweller (2003)
- Wish Upon a Blackstar (2012)
- End of an Empire (2015)
- Offworld (2017)
- Satellites (2022)

### TomySoundtrack for the Voices in My Head
- Soundtrack for the Voices in My Head Vol. 01 (2008)
- Soundtrack for the Voices in My Head Vol. 02 (2012)
- Soundtrack for the Voices in My Head Vol. 03 (2016)

### Inne wydawnictwa
- Limited Edition EP (1999)
- The Beta Cessions (2004)
- Frozen/Goodbye Remixes (2005)
- Shapeshifter (2005) – singel, nagrany wraz ze Styles of Beyond.
- Tragedy (singiel) (2006)
- Celldweller Remix Ep (2006) – zawierający remiksy nagrań "Switchback" oraz "Own Little World"
- Cellout EP (2011)

## Skład na scenie

### Obecny skład
- Klayton - wokal, syntezatory, gitara elektryczna, gitara basowa, gitara akustyczna, perkusja, bębny (1999-teraz)

### Były skład
- Bret Autrey (Blue Stahli) - wokal, syntezatory, gitara elektryczna, gitara basowa, perkusja (2010–2013)
- Dale Van Norman - gitara elektryczna, keyboard, perkusja, wokal (2003–2005)
- Kemikal - gitara basowa, keyboard, perkusja, wokal (2003–2005)
- Cais - bębny akustyczne i elektroniczne, perkusja (2003–2005)
- Kenny James - bębny akustyczne i elektroniczne, perkusja (2003–2005)
- Del Cheetah - gitara, keyboard, perkusja (2003–2005)
- Chris Cross aka Tweety - gitara, keyboard, perkusja (2003–2005)